# 한기도
한기도(韓氣道)는 명재남선생께서 1988년 12월에 환상도법(혼자서 수련할 수 있는 호신술의 본의 개념)을 발표한 후 재정리하여 1991년 2월에 공표된 무술이다.
일본의 대동류 유술을 배운 최용술 선생에게 많은 영향을 받아서인지 아이키도와 비슷한 기술이 많다. 또한 여러곳에서 "과거 한국의 합기도가 저질렀던 것들을 바로잡고있다." 라는 말이 있을 정도로 모든 기술이 합기라는 근본에서 크게 벗어나지않는다

## 같이 보기
- 한국 무술